# 坊子区
坊子区是山东省潍坊市下辖的一个市辖区。位於濰坊市郊東南部，地處山東半島中部，總面積412平方公里。區人民政府駐鳳凰街道鳳凰大街75號。

## 名称由来
据传，古驿道一般自州县向外三十里作坊。唐代，在潍县南往安丘、诸城驿道三十里处，凿井一眼，井旁筑一方土堆，以示标志。清末，前宁家沟刘起有父子在驿道边、土堆旁开一客店，以土方堆取名“坊子店”。由于“坊子店”处南北驿站间，过往客商络绎不绝，多在此歇脚食宿，又加刘氏买卖实在，因而生意兴隆，“坊子店”名声大扬。
1899年德国人侵占山东，1901年在坊子店东1里处开凿第一眼煤井，因紧依坊子店而取名“坊子竖坑”。此后经过此地的胶济铁路设站“坊子站”。清光绪三十年（1904年）政府在此设立地方行政管理机构，始称坊子镇。自此，坊子之名正式列入国家版图。

## 行政区划
坊子区下辖7个街道办事处：
凤凰街道、坊安街道、坊城街道、九龙街道、黄旗堡街道、太保庄街道和王家庄街道。

## 交通
- 206国道过境。

## 人口
2010年中国第六次人口普查时，坊子区共有人口512161人。共有家庭157449户，平均每户3.15人。14岁以下的少年儿童共84089人，占总人口16.41%；15-64岁人口共373899人，占总人口73.00%；65岁及以上的老年人共54173人，占总人口的10.57%。男性共计259032人，占总人口50.57%；女性共计253129，占总人口49.42%。本地居住的人口中，拥有本地户籍的人口为460872人，占89.98%。
根據第七次全国人口普查數據，截至2020年11月1日零時，坊子區常住人口為361737人。